# Sidi Fredj (Souk Ahras)
Pour les articles homonymes, voir Sidi Fredj.
Sidi Fredj est une commune de la wilaya de Souk Ahras en Algérie.

## Géographie

### Situation
Le territoire de la commune de Sidi Fredj se situe au sud-est de la wilaya de Souk Ahras.
| Merahna | Merahna, Heddada      | Heddada     |
| Taoura  | Sidi Fredj            | ? (Tunisie) |
| Taoura  | ? (Wilaya de Tébessa) | ? (Tunisie) |

### Localités de la commune
La commune de Sidi Fredj est composée de dix-neuf localités :
- Aïn Sayada
- Bir El Hamra
- Bir Ezitouna
- El Bordj (chef-lieu de la commune)
- El Krouma
- El Mador
- El Medjen
- El Meridef Echegaga
- Erroutba
- Ezzaouia
- Fedj Dhib
- Feidh Esseder
- Koudiat El Assa
- Kouidet Essafra
- Mechtet
- Ouled Abbès
- Ouadi Maïza
- Neslet El Hsane
- Sidi Fredj